# Bling-Bang-Bang-Born
「Bling-Bang-Bang-Born」（ブリン・バン・バン・ボーン）は、Creepy Nutsの14作目の配信限定シングル。2024年1月7日にSony Music Assosiated Recordsよりリリースされた。

## 概要
前作より3か月ぶりとなるシングル。表題曲はテレビアニメ『マッシュル-MASHLE-』第2期「神覚者候補選抜試験編」のオープニングテーマとして書き下ろされた。
リリースと同日にノンクレジットOPムービーがアニプレックスのYouTubeチャンネルに公開された。公開から2週間後の同月21日に1000万再生を達成した。

BBBBダンス

また、オープニングムービーに合わせた通称「BBBBダンス」がTikTokなどで流行しており、同作に出演している声優の小林千晃、川島零士、石川界人、江口拓也、上田麗奈、梶裕貴、梅原裕一郎、七海ひろきらもダンス動画を投稿している。「BBダンス」の考案はオープニングムービーのアニメーションの演出を手掛けたアニメーターの榎戸駿である。ビリーバンバン菅原進も一部カバーしている。
2024年1月現在TikTokでは本楽曲を使用した動画が合計1億9000万回以上再生されている。

## 制作
前述通り、タイアップ作品への書き下ろし楽曲となっている。制作自体は2023年4月から始めており、R-指定とDJ松永でアイディアを出しながら、これまでにないほど時間をかけて完成させたという。

## チャート成績
2024年1月15日、同日付Spotify「世界チャートTop100」に80位にランクイン。
1月17日公開のBillboard JAPANアニメチャート“JAPAN Hot Animation”で初登場11位にランクイン。
1月17日公開のBillboard JAPAN“TikTok Weekly Top 20”で初登場5位にランクイン。
台湾、チェコ、インドネシア、ラオス、メキシコ、チリ、ウクライナ、アメリカ、イギリス、フランス、南アフリカなど10か国以上のiTunes Hiphopチャートで1位を獲得。
1月18日発表のBillboard JAPAN“Global Japan Songs excl. Japan”で初登場8位にランクイン。1月25日発表（集計期間1月12日〜1月18日）の同チャートでは首位を獲得した。Creepy Nutsが同チャート1位となるのは初。また、同ストリーミング数がYOASOBI「アイドル」が記録していた819万回を上回る1,214万回となり週間最多記録を樹立した。
2月28日、Billboard JAPANにおけるストリーミング1億回再生を突破した。7週間での1億回突破は米津玄師「KICK BACK」、LiSA「炎」と並び歴代3位タイの記録である。
3月19日、3月23日付のBillboard Global 200で週間8位を記録し、日本語の楽曲として当時3曲目（過去にはLiSA「炎」が8位、YOASOBI「アイドル」が7位）、日本人アーティストとして同4組目（前述の2組にJoji「グリンプス・オブ・アス」の2位を加える）となるトップ10入りを果たした。
6月25日発表の「オリコン上半期ランキング2024」作品別売上数部門のデジタルシングル（単曲）ランキング、ストリーミングランキングで1位を獲得。合算シングルランキングでも「Bling-Bang-Bang-Born」が収録されたシングル「二度寝/Bling-Bang-Bang-Born」が1位となり、3冠を獲得した。
Billboard JAPANの2024年年間チャートでもHot 100をはじめ、Global Japan Songs excl. Japanなど日本国外の日本楽曲チャートを含め、全12チャートで年間1位を獲得する結果となった。

## 認定と売上
|                                 | 認定 (RIAJ)  | 認定単位      |
| ------------------------------- | ------------ | ------------- |
| ダウンロード                    | プラチナ     | 25万DL以上    |
| ストリーミング                  | ダイヤモンド | 5億回再生以上 |
| * 認定のみに基づく売上/再生回数 |              |               |

## 受賞
- 第66回日本レコード大賞 優秀作品賞[33]
- 2024ユーキャン新語・流行語大賞 ベストテン[34]
- Yahoo!検索大賞2024 楽曲部門1位[35]
- 2025年JASRAC賞銀賞[36]
- MUSIC AWARDS JAPAN 2025
  - 最優秀楽曲賞[37]
  - 最優秀ジャパニーズソング賞
  - 最優秀国内ヒップホップ/ラップ楽曲賞
  - 最優秀国内ダンスポップ楽曲賞
  - 最優秀バイラル楽曲賞
  - Top Japanese Song in Europe
  - Top Japanese Song in North America
  - Top Japanese Song in Latin America

## ミュージック・ビデオ
2024年2月3日に自身のYoutubeチャンネルでComing Soon.... !という題名のshort動画が公開されたが2025年7月現在でも公開はされていない。
3月3日、TVアニメ｢マッシュル-MASHLE-｣ とコラボレーションしたミュージック・ビデオが公開された。
3月8日、THE FIRST TAKEによるパフォーマンスビデオが公開された。ビデオは4日間で1000万回再生を突破し、THE FIRST TAKEシリーズ最速記録となっている。

## 収録曲
1. Bling-Bang-Bang-Born [2:48]
2. Bling-Bang-Bang-Born (Instrumental) [2:48]
  - 作詞：R-指定／作曲・編曲：DJ松永

## テレビ披露
2024年3月6日にフジテレビ系列で放送された音楽バラエティ番組『週刊ナイナイミュージック』に出演し、初めて「Bling-Bang-Bang-Born」をテレビで披露した。
| 放送日         | 番組名                                                     | 放送局                      | 披露曲                   | 出典   |
| -------------- | ---------------------------------------------------------- | --------------------------- | ------------------------ | ------ |
| 2024年3月6日   | 週刊ナイナイミュージック                                   | フジテレビ                  | 「Bling-Bang-Bang-Born」 | [ 42 ] |
| 2024年3月8日   | ミュージックステーション                                   | テレビ朝日                  | 「Bling-Bang-Bang-Born」 | [ 44 ] |
| 2024年4月1日   | CDTV ライブ！ライブ！ Power Songフェス 4時間30分スペシャル | TBS                         | 「Bling-Bang-Bang-Born」 |        |
| 2024年5月4日   | ライブ·エール2024                                          | NHK総合、NHK BS4K、NHK BS8K | 「Bling-Bang-Bang-Born」 |        |
| 2024年6月22日  | with MUSIC                                                 | 日本テレビ                  | 「Bling-Bang-Bang-Born」 | [ 45 ] |
| 2024年12月27日 | ミュージックステーションスーパーライブ                     | テレビ朝日                  | 「Bling-Bang-Bang-Born」 | [ 46 ] |
| 2024年12月30日 | 第66回日本レコード大賞                                     | TBS                         | 「Bling-Bang-Bang-Born」 | [ 47 ] |
| 2024年12月31日 | 第75回NHK紅白歌合戦                                        | NHK                         | 「Bling-Bang-Bang-Born」 | [ 48 ] |
| 2025年5月22日  | MUSIC AWARDS JAPAN 2025                                    | NHK                         | 「Bling-Bang-Bang-Born」 | [ 49 ] |

## 評価
日本の音楽に詳しいライターのパトリック・セントミッシェルは朝日新聞とのインタビューの中で、世界的に人気があり、かつラップやダンス音楽が好きな日本国外のリスナーにもなじみがあるジャージークラブを取り入れたことで、アニメファン以外にも受け入れられたかもしれないと分析している。

## カバー
- RAISE A SUILEN［LAYER（Raychell）］ - ゲーム『バンドリ! ガールズバンドパーティ!』に収録（2024年9月15日追加）。
- A Bad Cynic Doggo - ゲーム『D4DJ Groovy Mix』に収録（2025年8月15日追加）